# Богдановка
 Тази статия е за селото в Молдова.  За Богдановка (Бесарабски район) вижте [[{{{3}}}]].  
Богдановка (на украински: Богданівка) е село в южна Украйна, административен център на Богдановския селски съвет в Приазовски район на Запорожка област. Населението му е около 958 души (2001).
Разположено е на 14 m надморска височина в Черноморската низина, на 9 km северно от бреговете на Азовско море и на 43 km източно от град Мелитопол. Селото е основано през 1861 година от български преселници от преминалата на румънска територия част от Южна Бесарабия, главно от село Чушмелия.